# Lijst van rijksmonumenten in Westerwijtwerd
De plaats Westerwijtwerd telt 8 inschrijvingen in het rijksmonumentenregister. Hieronder een overzicht. 
| Object                               | Oorspronkelijke functie?  | Bouwjaar                                                          | Architect                                                                           | Locatie       | Coördinaten?                  | Nr.?   | Afbeelding                           |
| ------------------------------------ | ------------------------- | ----------------------------------------------------------------- | ----------------------------------------------------------------------------------- | ------------- | ----------------------------- | ------ | ------------------------------------ |
| Voorm. sarrieshut                    | Woonhuis                  |                                                                   |                                                                                     | Dorpsweg 28   | 53° 19' 57" NB, 6° 38' 41" OL | 29906  | Upload foto                          |
| Zeldenrust                           | Industrie- en poldermolen | 1845 herst. in o.m. 1950, 1962, 1967-'68 en 1995 ca. 2003 (rest.) | J.F. Ritsema U. Holman (1950) Schuitema en Doornbosch (1962) Chr. Bremer (1967-'68) | Dorpsweg 16   | 53° 19' 58" NB, 6° 38' 42" OL | 29907  | Meer afbeeldingen                    |
| Hervormde kerk en toren              | Kerk en kerkonderdeel     | midden 13e eeuw midden 16e eeuw (verb.) ca. 1830 (koorsluiting)   |                                                                                     | Pastoriepad 6 | 53° 20' 3" NB, 6° 38' 41" OL  | 29908  | Meer afbeeldingen                    |
| Restant van een wierde               | Archeologisch monument    | ca. begin jaartelling                                             |                                                                                     | Delleweg      | 53° 20' 16" NB, 6° 38' 56" OL | 45764  | Upload foto                          |
| Wierde (Polder De Palen)             | Archeologisch monument    | ca. begin jaartelling                                             |                                                                                     | Palenweg      | 53° 19' 52" NB, 6° 39' 23" OL | 45775  | Upload foto                          |
| Wierde met sporen van bewoning       | Archeologisch monument    | middeleeuwen                                                      |                                                                                     | Delleweg      | 53° 19' 49" NB, 6° 40' 15" OL | 45776  | Upload foto                          |
| De Palen                             | Industrie- en poldermolen | 1876 1882 (herb. op huidige locatie) 1991-'92 (rest.)             | H. Klippus                                                                          | Palenweg 3    | 53° 19' 29" NB, 6° 39' 6" OL  | 385404 | Meer afbeeldingen                    |
| Café-woonhuis met aangebouwde schuur | Horeca                    | ca. 1880                                                          |                                                                                     | Dorpsweg 4    | 53° 19' 59" NB, 6° 38' 45" OL | 517404 | Café-woonhuis met aangebouwde schuur |